# Aoplus biannulatorius
Aoplus biannulatorius là một loài tò vò trong họ Ichneumonidae.